# 帕拉奇科維察山

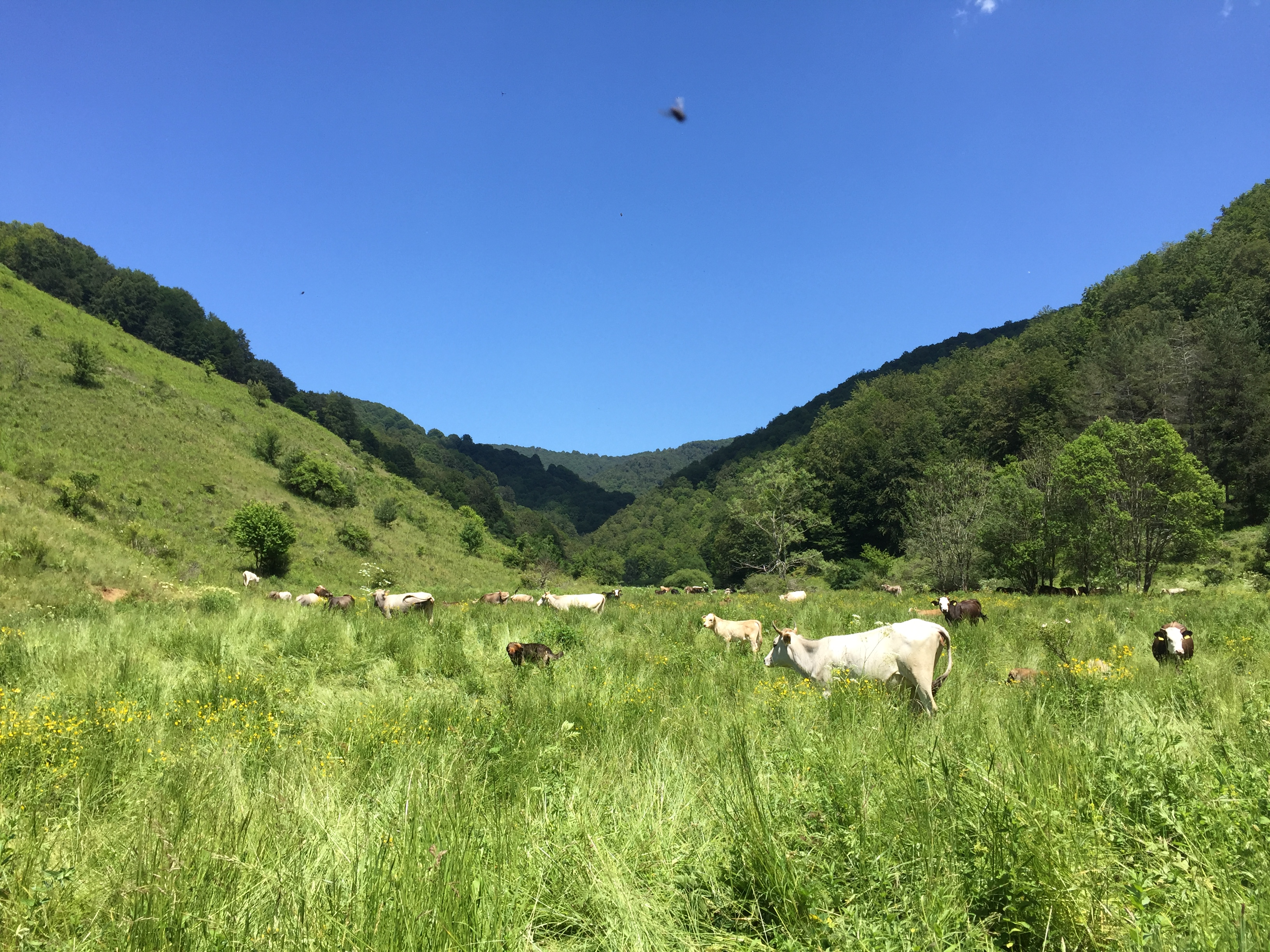

帕拉奇科維察山是北馬其頓的山峰，位於該國東部，處於首都斯科普里以東90公里，全長34公里，海拔高度1,754米，山體由花崗岩和大理石組成。